# ديفيد فيرنون وليامز
ديفيد فيرنون وليامز (بالإنجليزية: David Vernon Williams)‏ هو محامي نيوزيلندي، ولد في 27 فبراير 1946.